# Landoma
Die Sprache Landoma (ISO 639-3: ldm; auch cocoli, landouman, landuma, tiapi, tyapi und tyopi) ist eine westatlantische Sprache, die von etwa 14.400 Menschen zwischen den oberen Strömen der Flüsse Rio Nunez und Rio Pongas in Guinea gesprochen wird.
Sie ist eine der sieben Baga-Sprachen der Temne-Sprachen innerhalb der Niger-Kongo-Sprachfamilie.
Die Sprache ist eng verwandt mit dem Baga binari [bcg] und der temnischen Sprache [tem]. Der Standarddialekt heißt Tiapi (tapessi).